# La Cruz, Nayarit
La Cruz är en ort i Mexiko.   Den ligger i kommunen Jala och delstaten Nayarit, i den centrala delen av landet, 600 km väster om huvudstaden Mexico City. La Cruz ligger 1 906 meter över havet och antalet invånare är 131.
Terrängen runt La Cruz är kuperad åt sydost, men åt nordväst är den bergig. La Cruz ligger uppe på en höjd. Runt La Cruz är det ganska glesbefolkat, med 30 invånare per kvadratkilometer. Närmaste större samhälle är Ixtlán del Río, 10,0 km sydväst om La Cruz. I omgivningarna runt La Cruz växer huvudsakligen savannskog.